# Adoption (Deutschland)
Adoption (von lat. adoptio), in Deutschland nunmehr Annahme als Kind genannt, ist die rechtliche Begründung eines Eltern-Kind-Verhältnisses zwischen dem Annehmenden und dem Kind ohne Rücksicht auf die biologische Abstammung.
Mit adoptierten Kindern dürfen Pflegekinder nicht verwechselt werden.

## Geschichte
Die neueren deutschen Gesetzgebungen haben die Bestimmungen des gemeinen Rechts in der Hauptsache beibehalten, sie jedoch den gegenwärtigen sozialen Verhältnissen angepasst und in der Handhabung vereinfacht.

### Annahme an Kindes statt
Die ursprüngliche Regelung der Annahme an Kindes statt im Bürgerlichen Gesetzbuch (BGB) bezweckte nicht die Vermittlung minderjähriger, heutzutage zumeist neugeborener Kinder in eine Familie unter Kindeswohlgesichtspunkten. Die Annahme bereits Volljähriger war die Regel. Ziel war die Beschaffung eines Erben zur Daseinssicherung im Alter. Im ursprünglichen BGB war das Mindestalter des Annehmenden deshalb 50 Jahre  (§ 1744 BGB a.F.; allerdings waren Ausnahmen gem. § 1745 BGB a. F. möglich). 
Weitere Grundzüge waren: Die Adoptiveltern mussten kinderlos sein (nach dem Zweiten Weltkrieg wurden Ausnahmen zugelassen), die Adoption kam durch Vertrag zustande, das Vormundschaftsgericht hatte nur bei Minderjährigkeit des zu Adoptierenden eine Zustimmungspflicht; die Verwandtschaftsverhältnisse zur bisherigen Familie blieben bestehen, zur Verwandtschaft der Adoptiveltern entstanden keine rechtlichen Beziehungen; ein Erbrecht der Adoptierenden gegenüber dem Adoptivkind gab es nicht, und das Erbrecht des Kindes gegenüber den Adoptiveltern konnte vertraglich ausgeschlossen werden. Es handelte sich daher um eine unvollständige, „schwache“ Adoption.
In der Bundesrepublik wurde durch das am 1. Januar 1962 in Kraft getretene Familienrechtsänderungsgesetz mit der Senkung des Mindestalters auf 35 Jahre (Befreiung von der Altersgrenze sollte bei Stiefkindadoption nun gemäß § 1745 b BGB a. F. erteilt werden, wenn nicht triftige Gründe entgegenstanden) und Einführung einer vormundschaftsgerichtlichen Ersetzung der elterlichen Adoptionseinwilligung bei grober Verletzung der Elternpflichten (§ 1747a BGB a. F.) der Anfang vom Sinneswandel dieses Rechtsinstitutes erkennbar. 1973 erfolgte eine weitere Senkung des Mindestalters auf 25 Jahre (§ 1744 BGB a. F.). Dies war sozusagen bereits eine „kleine“ Reform des Adoptionsrechtes.

### DDR
In der DDR gab es keine Adoptionen Volljähriger. Die Adoption Minderjähriger wurde durch das am 1. Januar 1966 in Kraft getretene Familiengesetzbuch neu geregelt und ähnelte den 11 Jahre später in der Bundesrepublik in Kraft getretenen Änderungen. Das Mindestalter für die Adoptiveltern betrug in der DDR 18 Jahre.

### Reform des Adoptionsrechtes in der Bundesrepublik 1977
Mit dem am 1. Januar 1977 in Kraft getretenen Reformgesetz von 1976, ergaben sich große Änderungen. Das Adoptionsvermittlungsgesetz wurde verabschiedet.
Die neue Minderjährigen-Adoption ist eine Volladoption, mit dem Ausspruch durch das Vormundschaftsgericht erlangt das adoptierte Kind die volle Stellung eines ehelichen Kindes auf allen Rechtsgebieten. So erlöschen die verwandtschaftlichen Beziehungen zur Ursprungsfamilie (eingeschränkt bei der Stiefkindadoption) und etwaige Ansprüche (mit Ausnahme von Waisenrenten), die Integration in die neue Familie ist vollständig; das angenommene Kind ist also jetzt nicht nur mit den Adoptiveltern, sondern mit deren gesamter Verwandtschaft verwandt, was auch Auswirkungen auf die Erbansprüche hat, die ebenfalls keinen Unterschied zwischen blutsverwandten und adoptierten Kindern machen.
Für das Alter gelten seitdem die heutigen Regelungen (siehe unten), Ausnahmen sind nicht mehr möglich.
Ein ausländisches minderjähriges Kind erhält aufgrund der Adoption durch deutsche Eltern seither automatisch die deutsche Staatsangehörigkeit.

### Änderungen seit 1998
Seit 1. Juli 1998 ist aufgrund der Änderung des § 1747 BGB auch zur Adoption nichtehelicher Kinder grundsätzlich die Zustimmung des Vaters erforderlich. Die Zustimmung kann vom Familiengericht aufgrund § 1748 Absatz 4 BGB allerdings erheblich leichter ersetzt werden als die Zustimmung des ehelichen Vaters.
Zum 1. Januar 2005 wurde die Stiefkindadoption leiblicher Kinder durch gleichgeschlechtliche Lebenspartner eingeführt, 2013 auch die Sukzessivadoption eines vom Lebenspartner adoptierten Kindes zugelassen.
Zum 1. September 2009 wurden die Vormundschaftsgerichte aufgelöst. Für Adoptionen sind seitdem die Familiengerichte zuständig.
Zum 1. Oktober 2017 wurde auch die Adoption fremder Kinder durch gleichgeschlechtliche Ehepaare erlaubt. Anfang Oktober 2017 wurde das erste Kind durch ein schwules Ehepaar in Berlin gemeinschaftlich adoptiert.

### Neue Regelungen 2021
Mit dem Adoptionshilfe-Gesetz sind zum 1. April 2021 neue Regelungen für die Adoptionsvermittlung in Kraft getreten. Das Gesetz, das auf Erkenntnissen aus der Adoptionsforschung basiert, setzt zu großen Teilen Forderungen der Länder und der Adoptionsvermittlungspraxis um. Viele der Verbesserungen, die insbesondere gelebte Offenheit bei Adoptionen fördern und die Position der Herkunftseltern stärken, entsprechen auch den Empfehlungen des 9. Familienberichts. Die neuen Regelungen umfassen dabei vier Kernpunkte:
1. alle an einer Adoption Beteiligten vor, während und nach einer Adoption besser beraten
2. einen offenen Umgang mit Adoption fördern
3. Adoptionsvermittlungsstellen mit einem Aufgabenkatalog und einem Kooperationsgebot stärken
4. unbegleitete Auslandsadoptionen werden verboten und ein Anerkennungsverfahren eingeführt, um Kinder zu schützen

## Deutsches Recht

### Freigabe zur Adoption
Wird schon während der Schwangerschaft eine Freigabe zur Adoption erwogen, so kann die Adoptionsvermittlungsstelle auf Wunsch der Mutter dafür sorgen, dass
das Kind gleich nach der Geburt in die Familie der Adoptiveltern kommt und die Mutter nach der Entbindung auf die allgemeine Frauenstation und nicht auf die Geburtenabteilung verlegt wird. Wird die Mutter in ihrer Entscheidung unsicher, hat sie ein Recht darauf, ihr Kind zu sehen und es zu sich zu nehmen. Die endgültige Freigabe des Kindes zur Adoption ist erst acht Wochen nach der Geburt durch Einwilligungserklärung vor einem Notar möglich. Mit dem Eingang der unterschriebenen Einwilligung beim Familiengericht ist diese wirksam und kann nicht mehr rückgängig gemacht werden.
Für eine Adoption ist grundsätzlich die Einwilligung beider Elternteile erforderlich; falls die Identität des leiblichen Vaters nicht festgestellt wurde, ist dessen Einwilligung nicht erforderlich. Der leibliche Vater kann aber seine Mitwirkung am Adoptionsverfahren erreichen, wenn er glaubhaft macht, biologisch als Vater des Kindes in Betracht zu kommen.
Wenn die Adoptiveltern ihren Antrag zurücknehmen, das Familiengericht die Annahme versagt oder das Kind nicht innerhalb von drei Jahren ab dem Wirksamwerden der Einwilligung angenommen wird, so erlischt die Einwilligungserklärung.
Im Jahr 2010 erfolgten von 4021 Adoptionen 2184 durch ein Stiefelternteil, weitere 428 Kinder wurden zum Zweck der Adoption ins Inland geholt. Demnach leben nach Adoption höchstens 1419 Kinder innerhalb Deutschlands nicht mehr bei ihren leiblichen Eltern. In den Jahren 1994 bis 2010 erfolgten jedes Jahr 60 bis 120 Adoptionen von Kindern unter einem Jahr.

#### Einwilligungserfordernis
Der Adoption eines Kindes müssen die Eltern zustimmen. Sie kann von den Eltern frühestens acht Wochen nach der Geburt des Kindes erteilt werden (§ 1747 BGB). Bei grober Verletzung der elterlichen Pflichten kann das Familiengericht die fehlende Einwilligung durch Beschluss ersetzen (§ 1748 BGB). Das ist zum Beispiel der Fall, wenn der Elternteil seine Pflichten gegenüber dem Kind anhaltend gröblich verletzt hat oder sein Verhalten gezeigt hat, dass ihm das Kind gleichgültig ist, und wenn das Unterbleiben der Annahme dem Kind zu unverhältnismäßigem Nachteil gereichen würde. Die Einwilligung ist im Jahr 2010 bei 4021 Adoptionen 248 Mal ersetzt worden.
Soweit ein Elternteil dauernd geschäftsunfähig oder unbekannten Aufenthaltes ist, ist dessen elterliche Einwilligung entbehrlich.
Auch das Kind muss der Adoption zustimmen (§ 1746 BGB). Dies erfolgt bei Kindern unter 14 Jahren durch den Vormund (bei Amtsvormundschaft durch das Jugendamt) gemäß § 1751 BGB. Eine fehlende Einwilligung des Vormundes kann ebenfalls durch das Familiengericht ersetzt werden. Ab der Vollendung des 14. Lebensjahres muss die Einwilligung durch das Kind persönlich erfolgen.
Die Zustimmungserklärungen sowie der Adoptionsantrag selbst müssen bei einem Notar beurkundet werden.

### Adoptionsvoraussetzungen
Für die Adoption eines Kindes bestehen in Deutschland einige rechtliche Voraussetzungen. Kritiker bemängeln, dass der Großteil der potentiellen Adoptiveltern diese Voraussetzungen nicht erfülle und die Voraussetzungen an der heutigen Lebenswirklichkeit vorbeigingen. Nur eine verschwindende Minderheit der potentiellen Adoptiveltern könnten diese Voraussetzungen erfüllen, während Jugendämter und Familiengerichte an die leiblichen Eltern viel zu niedrige Anforderungen stellten. Damit würden unzählige Kinder in Heimen aufwachsen oder zwischen Pflege- und leiblichen Eltern hin und her geschoben, obwohl sie bei Adoptiveltern viel besser aufgehoben wären. Inwieweit eine Adoption durch Einzelpersonen oder Paaren angemessen ist, die die folgende Voraussetzungen nicht erfüllen, wird von diesen Kritikern allerdings nicht beantwortet.

#### Familienstand
Annehmende können nur Ehepaare oder Einzelpersonen sein (Ausnahme bei Adoption des Kindes des Partners siehe unten).
Wird ein Kind durch ein Ehepaar aufgenommen, ist die Adoption in der Regel nur gemeinschaftlich möglich. Bei eingetragenen Lebenspartnern kann nur ein Teil als Einzelperson adoptieren. Seit Inkrafttreten des Gesetzes zur Einführung des Rechts auf Eheschließung für Personen gleichen Geschlechts am 1. Oktober 2017 steht auch verheirateten gleichgeschlechtlichen Paaren die gemeinschaftliche Adoption nichtleiblicher Kinder offen.
Ein Sonderfall der Einzeladoption ist die Stiefkindadoption. Im März 2017 entschied der Bundesgerichtshof, dass unverheirateten Paaren die gemeinschaftliche Adoption nicht erlaubt ist. Geklagt hatten eine unverheiratete Witwe und ihr neuer Lebensgefährte. Im Mai 2019 hingegen hob das Bundesverfassungsgericht die Entscheidung des Bundesgerichtshofes auf. Das Bundesverfassungsgericht urteilte, dass der Gesetzgeber bis 31. März 2020 aufgefordert sei, auch unverheirateten Paaren die Adoption von Kindern des Partners zu ermöglichen. Im August 2019 erarbeitete das Justizministerium hierzu einen Gesetzentwurf. Am 31. März 2020 trat der neue § 1766a BGB in Kraft.

#### Alter
Das Mindestalter beträgt 25 Jahre, bei Ehepaaren muss der jüngere Ehegatte mindestens 21 Jahre alt sein; bei der Stiefkindadoption beträgt das Mindestalter 21 Jahre (§ 1743 BGB).
Die Bundesarbeitsgemeinschaft der Landesjugendämter empfiehlt einen Altersabstand von maximal 40 Jahren zwischen Adoptiveltern und Adoptivkind. Formal gibt es weder für die Eltern noch für das Kind eine Höchstbegrenzung des Adoptionsalters, alle einschränkenden Entscheide können beklagt werden. Die engen Altersgrenzen für eine Adoption sollten nach der im Mai 2011 geäußerten Auffassung des Bundesfamilienministeriums weiter gefasst werden.

#### (Nicht-)Berufstätigkeit
Auch die Frage der Berufstätigkeit der Adoptiveltern spielt keine geringe Rolle; sollen Kinder unter 10 Jahren adoptiert werden, legen die Jugendämter meist Wert darauf, dass einer der Elternteile nicht oder nur geringfügig beschäftigt ist, um sich ausreichend der neuen Aufgabe widmen zu können.
Im Mai 2011 äußerte das Bundesfamilienministerium die Absicht, die Bedingung, dass einer der Partner die Berufstätigkeit aufgibt, zu lockern.

#### Wohnverhältnisse und psychologische Eignung
Das Vorhandensein ausreichender Wohnverhältnisse wird vom Jugendamt ebenso geprüft wie psychologische Eignungskriterien bei den Adoptivbewerbern (partnerschaftliche Stabilität, Erziehungsziele, Konfliktlösungsstrategien, emotionale Offenheit und Ausdrucksfähigkeit).

#### Führungszeugnis und Gesundheit
Adoptivbewerber müssen ein Führungszeugnis vom Bundesamt für Justiz vorlegen, wobei nur einschlägige Vorstrafen (Sexual- oder Körperverletzungsdelikte) einen Hinderungsgrund darstellen. Zudem wird ein Gesundheitszeugnis verlangt, das in der Regel von den Hausärzten ausgestellt werden kann, oder es wird ein Vordruck ausgehändigt, den die Hausärzte ausfüllen. Es wird vorausgesetzt, dass die Adoptivbewerber keine lebensverkürzenden, psychischen oder Suchtkrankheiten haben.

#### Religionszugehörigkeit
Andere Fragen, etwa solche der Religionszugehörigkeit, spielen in jüngerer Zeit bei der Frage der Adoptionseignung keine Rolle mehr.

### Adoptionsvermittlung als Aufgabe im Kindeswohlinteresse
§ 2 Adoptionsvermittlungsgesetz überträgt den Jugendämtern die Aufgabe der Adoptionsvermittlung. Das vorbereitende Verfahren, um für Adoptiveltern suchende Kinder geeignete Eltern zu finden, ist in § 7 AdVermiG genau beschrieben. § 1744 BGB sieht eine angemessene Zeit (in der Regel 1 Jahr) der „Adoptionspflege“ vor, in der das Kind in der neuen Familie, begleitet vom Jugendamt, sich eingewöhnen und die Frage des Kindeswohls vom Jugendamt gegenüber dem Familiengericht begutachtet werden soll. Ziel der Arbeit des Jugendamtes nach der neuen Konzeption ist es zu prüfen, ob die Adoptiveltern in der Lage sein werden, das Kind gefühlsmäßig als ihr eigenes anzunehmen und ihm möglichst gute Sozialisationsbedingungen zu bieten, was besonders bei schon größeren Kindern und bereits bestehenden Sozialisationsschäden von großer Bedeutung ist.
Vor allem bei älteren Kindern geht der „Adoptionspflege“ ein „Pflegschaftsverhältnis mit dem Ziel der Adoption“ voraus. Erst mit Einwilligung der leiblichen Eltern oder der gerichtlichen Ersetzung dieser Einwilligung wird aus der Dauerpflege eine Adoptionspflege.
Die Gründe, weshalb Eltern ihre leiblichen Kinder zur Adoption freigeben, sind bisher wenig erforscht. Nach vorliegenden empirischen Untersuchungen (aus den Jahren 1978 und 1993) sind es in erster Linie wirtschaftliche (mangelndes Einkommen für ein weiteres, vielleicht nicht geplantes Kind) und persönliche (Angst, vom Partner oder den Eltern nach der Geburt allein gelassen zu werden) Motive (Hoksbergen in: Paulitz, S. 49 ff.).
Eine wichtige Frage ist die Ernährung von adoptierten Säuglingen. Für eine Frau, die ein Neugeborenes oder einen Säugling, der bereits gestillt wurde, adoptiert, besteht die Möglichkeit, das Baby zu stillen, da es auch bei Frauen, die nie schwanger waren, möglich ist, die Milchbildung durch Induzierte Laktation in Gang zu bringen. Dies ist allerdings nur bei Neugeborenenadoptionen und hinreichender Zeit bis zum Geburtstermin möglich.

### Formen der Adoption

#### Minderjährigenadoption
Rechtlich gibt es bei Minderjährigen nur die sogenannte Inkognitoadoption. Vom Gesetzgeber ist eine Öffnung des Inkognito nicht vorgesehen, und daher besteht darauf kein Rechtsanspruch.

##### Inkognito-Adoption
Inkognito bedeutet den einseitigen Schutz der Daten der Adoptivfamilie (Name und Anschrift) vor dem Zugriff durch Dritte. Damit soll sichergestellt werden, dass besonders die Herkunftsfamilie des Kindes nicht in die Erziehung eingreifen und die Beziehung des Kindes zu den Adoptiveltern stören kann. Die Vermittlungsakte ist bei der vermittelnden Stelle 100 Jahre ab der Geburt des Kindes aufzubewahren und anschließend zu löschen (§ 2a Abs. 7 AdVermiG). Adoptiveltern und Adoptierte (unter 16 Jahren nur mit der Zustimmung ihrer Adoptiveltern) können diese Vermittlungsakte unter fachlicher Begleitung einsehen.
Auch haben adoptierte Kinder ab dem 16. Lebensjahr das Recht auf Einsicht in den Geburtseintrag beim Standesamt, aus der sich die Daten der leiblichen Mutter, teilweise auch des leiblichen Vaters, ergeben (§ 63 Abs. 1 Personenstandsgesetz).
Aus Sicht der meisten Adoptionsvermittler und der Fachkräfte, die mit Adoptierten arbeiten, ist der offene Umgang der Adoptiveltern mit der Tatsache der Adoption ihres Kindes gegenüber diesem sehr wichtig für die Selbstvertrauensentwicklung des Kindes und heute selbstverständlich. Die Aufklärung des Kindes hat mit der Inkognito-Adoption nichts zu tun.
Adoptierte Kinder und Jugendliche werden häufig nicht oder nur unzureichend über ihre Herkunft und ihre leiblichen Eltern aufgeklärt. Als Folge entwickeln sie häufig Bindungsmisstrauen und Bindungsunsicherheit, erleben Trauer und Wut, ihre Identitätsentwicklung wird gestört. Die Kinder haben Phantasien über ihre leiblichen Eltern und zeigen häufig eine „negative Identifikation“ mit ihnen. Viele Adoptierte versuchen im Erwachsenenalter, mit den ihnen bisher unbekannten leiblichen Eltern in Kontakt zu kommen. In einer angeleiteten Biografiearbeit erhalten Adoptivkinder altersangemessene und respektvolle Informationen über ihre leiblichen Eltern. Sie können „sich selbst besser kennenlernen, ihre ungewöhnliche Lebensgeschichte besser in ihr Leben integrieren und Lebensfreude auf ihre Zukunft entwickeln.“ Biografiearbeit befindet sich in den deutschsprachigen Ländern noch in den Anfängen (s. Lebensrückblickstherapie #Therapie für Adoptiv- und Pflegekinder).

##### Halboffene Adoption
Bei der so genannten halboffenen Adoption kann der Kontakt zwischen leiblichen Eltern und Kind mittels Briefen und Fotos über das Jugendamt oder die vermittelnde Agentur aufrechterhalten werden. Auch können sich abgebende Eltern und Adoptiveltern kennenlernen. Dies geschieht meist an einem neutralen Ort, so in der Adoptionsstelle oder dem Jugendamt.

##### Offene Adoption
Bei offenen Adoptionen kommt es manchmal bereits vor, oft erst nach der Geburt des Kindes zu einem Gesprächskontakt zwischen den abgebenden und den aufnehmenden Eltern. Je nachdem wie dieser erste Kontakt verläuft, ergeben sich daraus manchmal dauerhafte Treffen zwischen den verschiedenen Eltern und dem Kind. Für die leiblichen Eltern ist der Kontakt zum Kind eine Möglichkeit, sich von der weiteren Entwicklung des Kindes ein eigenes Bild zu machen. Für die Adoptiveltern ist der persönliche Kontakt zu den leiblichen Eltern eine Möglichkeit, ein realistisches Bild von der Persönlichkeit der abgebenden Eltern zu erhalten und dieses Bild dem Kind weiterzuvermitteln, wenn die Kontakte zwischen den Eltern nicht solange anhalten, bis das Kind sich eine eigene Meinung über seine Herkunftseltern bilden kann. Welche Auswirkungen die verschiedenen Formen der offenen Adoption auf die Kinder haben, ist bislang nicht untersucht.

##### Stiefkindadoption
Sie ist die häufigste Art der Adoption. Dabei ist der Annehmende mit einem Elternteil des Angenommenen verheiratet. Nach Einwilligung in die Adoption durch den anderen leiblichen Elternteil, dem Antrag des Stiefelternteils auf Annahme des Stiefkindes und der Zustimmung des mit dem Antragsteller verheirateten oder verpartnerten Elternteils beim Notar spricht das Familiengericht die Adoption aus, wenn das Jugendamt keine Einwände erhebt und der Familienrichter in der persönlichen Anhörung des Antragstellers und des Kindes keine Bedenken gegen die Adoption bekommen hat. Ab einem Alter von 14 Jahren ist auch die Einwilligung des Kindes beim Notar notwendig. Hat das Kind nicht die deutsche Staatsangehörigkeit, ist die Einwilligung evtl. schon ab 10 oder 12 Jahren notwendig. Sind weitere Kinder des Stiefelternteils vorhanden, werden diese zur Adoption befragt. Rein erbrechtliche Gründe können gegen eine Adoption nicht erfolgreich vorgebracht werden. Das Besondere an der Stiefkindadoption ist, dass – anders als bei anderen Adoptionen – das rechtliche Abstammungsverhältnis zu dem mit dem Annehmenden verheirateten oder verpartnerten Elternteil aufrechterhalten und nur das Abstammungsverhältnis zum anderen leiblichen Elternteil beendet wird. Nach einer Entscheidung des Bundesverfassungsgerichts aus dem Jahr 2019 muss dies jedoch auch dann gelten, wenn die Stiefkindadoption im Rahmen einer nichtehelichen Lebensgemeinschaft erfolgen soll. Dadurch wird das Kind dann ein gemeinsames Kind der Eheleute oder Lebenspartner, was ja gerade mit dieser Art der Adoption bezweckt wird.
Willigt der andere leibliche Elternteil nicht in die Stiefkindadoption ein, kann dessen Einwilligung in bestimmten Fällen unter strengen Voraussetzungen durch das Familiengericht ersetzt werden. Seit einer Entscheidung des Bundesgerichtshofes 2005 kann eine solche Adoption nur noch erfolgen, „wenn die Adoption einen so erheblichen Vorteil für das Kind bieten würde, dass ein sich verständig um sein Kind sorgender Elternteil auf der Erhaltung des Verwandtschaftsbandes nicht bestehen würde“. Das Ziel, das Umgangsrecht eines leiblichen Elternteils durch Adoption zu vereiteln, wurde dabei ausdrücklich für unzureichend erklärt.

##### Verwandtenadoption
In dem Fall, dass die Eltern eines oder mehrerer minderjähriger Kinder sterben, werden aus Gründen des Kindeswohles (obwohl es keine gesetzliche Grundlage dafür gibt) die Anforderungen für den/die adoptierenden Verwandten in der Regel reduziert. Insbesondere werden Altersgrenzen in gewissem Maß ignoriert, um die Adoption der Kinder durch die ihnen vertrauten Großeltern oder bereits volljährige Geschwister zu ermöglichen. Auch werden die anderen Anforderungen weniger streng geprüft.

#### Starke und schwache Volljährigenadoption
Bei der Adoption von Volljährigen (§ 1767 BGB) bleibt das Verhältnis zwischen dem Adoptierten und seiner leiblichen Familie grundsätzlich voll und ganz bestehen und es tritt lediglich das neu entstandene Verhältnis zu der annehmenden Person hinzu, insbesondere entsteht kein Verwandtenverhältnis zu den Angehörigen des Annehmenden (schwache Erwachsenenadoption, § 1770 BGB).
Ausnahmsweise kann das Familiengericht jedoch beim Ausspruch der Annahme eines Volljährigen die Annahme mit den Wirkungen der Minderjährigenannahme bestimmen (starke Erwachsenenadoption, § 1772 Abs. 1 Satz 1 lit. a–d BGB). Hier liegt in der Regel als Motiv der Wunsch vor, dass ein durch ein Pflegeverhältnis gewachsenes Eltern- oder Familienverhältnis durch die Adoption formalisiert und einem leiblichen Verhältnis gleichgestellt werden soll, wenn beispielsweise die leiblichen Eltern den Wunsch des Kindes nach Aufnahme in seine soziale Familie bis zu dessen Volljährigkeit verhindert haben. Beide Seiten erwerben in diesem Fall die gleichen Rechte und Pflichten (Erbrecht, Versorgungspflichten), die aus einem leiblichen Verhältnis hervorgehen. Im Rahmen des § 1772 Abs. 1 S. 2 BGB ist eine umfassende Abwägung der Interessen des Annehmenden, der Anzunehmenden und der leiblichen Eltern vorzunehmen. Die Interessen der leiblichen Eltern müssen überwiegen; eine Gleichwertigkeit reicht nicht aus. Zweifel gehen zu Lasten der leiblichen Eltern.

### Auslandsadoption
Mit dem Gesetz zur Regelung von Rechtsfragen auf dem Gebiet der internationalen Adoption und zur Weiterentwicklung des Adoptionsvermittlungsrechts vom  5. November 2001 wurde das Haager Übereinkommen über den Schutz von Kindern und die Zusammenarbeit auf dem Gebiet der internationalen Adoption vom 29. Mai 1993 („Haager Adoptionsübereinkommen“) mit Wirkung zum 1. Januar 2002 in Deutschland umgesetzt.
Das Artikelgesetz enthält
- in Art. 1: das Gesetz zur Ausführung des Haager Übereinkommens vom 29. Mai 1993 über den Schutz von Kindern und die Zusammenarbeit auf dem Gebiet der internationalen Adoption (Adoptionsübereinkommens-Ausführungsgesetz – AdUbAG)
- in Art. 2: das Gesetz über Wirkungen der Annahme als Kind nach ausländischem Recht (Adoptionswirkungsgesetz – (AdWirkG))[24]
- in Art. 3 und 5: eine Änderung des Adoptionsvermittlungsgesetzes (AdVermiG); das Adoptionsvermittlungsgesetz in der vom 1. Januar 2002 an geltenden Fassung wurde am 22. Dezember 2001 im Bundesgesetzblatt bekanntgemacht[25]
- in Art. 4: eine Änderung sonstigen Bundesrechts wie des Rechtspflegergesetzes oder des Gesetzes über das Verfahren in Familiensachen und in den Angelegenheiten der freiwilligen Gerichtsbarkeit (FamFG).

Auslandsadoption ist die Adoption eines Kindes aus dem Ausland meist über ausländische Organisationen, Vereine oder anerkannte private Vermittlungsstellen. Nach den gesetzlichen Veränderungen im Zuge der Ratifizierung des Haager Minderjährigenschutzabkommens durch die Bundesrepublik Deutschland ist zwingend die Beteiligung einer in Deutschland zugelassenen Auslandsadoptionsvermittlungsstelle am Verfahren vorgeschrieben. In der Praxis haben die Behörden bei so genannten Selbstbeschaffungsadoptionen meist jedoch keine Handhabe. Informationen über behördlich zugelassene Auslandsadoptionsvermittlungsstellen sind bei den zentralen Vermittlungsstellen der jeweiligen Landesjugendämter zu erhalten.
Bei der Privat- oder Selbstbeschaffungsadoption haben die Interessenten meist schon private Kontakte in ein bestimmtes Land (Rechtsanwälte oder Behörden). Die Adoption wird dann im Ausland vollzogen und muss nach der Rückkehr in die Heimat vom örtlichen Jugendamt anerkannt werden. Solche Privatadoptionen sind beispielsweise in Russland oder in den Vereinigten Staaten möglich. Im Jahr 2006 wurden 49 Prozent der Auslandsadoptionen privat abgewickelt.
Terre des hommes kritisiert die Adoption von Kindern aus Drittwelt-Ländern sowohl in juristischer als auch moralischer Hinsicht. Es bestehe trotz der neuen Abkommen die Gefahr des Kinderhandels. Ob die Einwilligung in die Adoption tatsächlich freiwillig erfolge und das Kind tatsächlich verlassen sei, könne im Annahme-Verfahren oft nicht geklärt werden. Der finanzielle Aufwand für eine einzige Adoption reiche aus, um Familien so zu unterstützen, dass sie für Ernährung und Bildung mehrerer Kinder sorgen könnten.
In der Regel ist jedoch eine Auslandsadoption der einfachste Weg für Paare, die auf biologischem Weg keine Kinder bekommen können, ihren Kinderwunsch zu erfüllen. Ein Verfahren dauert von der Kontaktaufnahme bei einer Auslandsvermittlungsstelle bis zum gerichtlichen Abschluss 2–5 Jahre und ist nicht nur wegen der Dauer eine besondere Belastung.

### Name des Kindes

#### Namensrecht
Das Kind erhält als Geburtsnamen grundsätzlich den Familiennamen des Annehmenden (§ 1757 Abs. 1 Satz 1 BGB). Führen annehmende Ehegatten keinen Ehenamen, so bestimmen sie den Geburtsnamen des Kindes vor dem Ausspruch der Annahme durch Erklärung gegenüber dem Familiengericht. Kinder ab Vollendung des fünften Lebensjahres müssen der Bestimmung zu ihrer Wirksamkeit zustimmen (§ 1757 Abs. 2 BGB). Mit dem Ausspruch der Annahme kann das Familiengericht auch den Vornamen des Kindes ändern oder ihm einen oder mehrere neue Vornamen beigeben sowie dem neuen Familiennamen des Kindes den bisherigen Familiennamen voranstellen oder anfügen (§ 1757 Abs. 3 BGB). Den Namen des Kindes bei Aufhebung der Adoption regelt § 1765 BGB.
Bei Adoptionen Volljähriger kann seit Mai 2025 der adoptierte der Annahme des Namens der Adoptiveltern widersprechen. Falls der Adoptierte nicht widerspricht und bereits verheiratet ist, erstreckt sich die Änderung des Geburtsnamens auf seinen Ehenamen jedoch nur dann, wenn sich auch der Ehegatte der Namensänderung vor dem Ausspruch der Annahme durch Erklärung gegenüber dem Familiengericht anschließt (§ 1767 BGB). 

#### Eintrag im Melderegister
Bei einer Adoption ist für den Angenommenen im Melderegister ein neuer Datensatz anzulegen. In dem neuen Datensatz darf im Zusammenhang mit dem neuen Namen weder der vor der Adoption geführte Name, noch ein sonstiger Hinweis auf die Adoption im Melderegister gespeichert werden. Der neue Datensatz des Angenommenen enthält neue Namensangaben. Die Identifikationsnummer wird in dem neuen Datensatz übernommen. Für den neuen Datensatz wird grundsätzlich keine Auskunftssperre im Zusammenhang mit der Adoption eingerichtet. Der Datensatz vor der Adoption erhält eine Auskunftssperre und wird als Wegzug „nach unbekannt“ überführt. Die Daten des adoptierten Kindes als beigeschriebene Person in den Datensätzen der leiblichen Eltern sind endgültig und ohne Hinweise zu löschen.

## Statistik für Deutschland

Adoptionen in Deutschland seit 1991

Im Jahr 2023 wurden in Deutschland 3601 Kinder adoptiert. Dies ist der niedrigste Wert seit 1990. 73 Prozent der Kinder von den eigenen Stiefmüttern oder -vätern angenommen; der Anteil erreichte damit seinen höchsten Wert seit 1990. 24 % wurde von verschieden- oder gleichgeschlechtlichen Paaren adoptiert und 3 % von sonstigen verwandten oder nicht-verwandten Einzelpersonen.
In Deutschland wurden im Jahr 2017 insgesamt 3888 (2012: 3886; 2011: 4060; 2010: 4021) Minderjährige adoptiert. Damit war die Zahl leicht rückläufig, nachdem sie von 2014 bis 2016 anstieg. 61 % der Fälle erfolgten in der sogenannten Stiefelternadoption durch den neuen Partner eines leiblichen Elternteils, weitere 4 % durch Verwandte. 41 % der Adoptierten waren unter drei Jahre alt, 25 % zwischen drei und elf sowie 21 % zwischen zwölf und achtzehn Jahren alt; 13 % besaßen nicht die deutsche Staatsangehörigkeit.
2007 wurden 55 % der adoptierten Minderjährigen von einem Stiefelternteil oder von Verwandten als Kind angenommen; 45 % der Adoptierten waren unter sechs Jahre alt, 30 % waren zwischen sechs und elf Jahren und 25 % zwölf Jahre oder älter; 32 % besaßen nicht die deutsche Staatsangehörigkeit. Im Jahr 2008 wurden 2950 Kinder aus dem Inland und 1137 Kinder aus dem Ausland adoptiert. 2009 wurden in 52 Prozent der Fälle die Kinder in einer sogenannten Stiefelternadoption durch einen neuen Partner des leiblichen Elternteils adoptiert. 185 Kinder wurden durch Verwandte adoptiert, 1692 durch nicht verwandte Personen. 30 Prozent der adoptierten Kinder waren dabei jünger als drei Jahre. 2012 erfolgten 57 % der Adoptionen durch Stiefeltern. 34 % der Adoptierten waren unter drei Jahre alt.
Von 1994 bis 2009 hatte sich die Zahl der Adoptionen kontinuierlich, um insgesamt 45 %, verringert. Im Jahr 2014 wurden 3805 Kinder und Jugendliche adoptiert, dabei 2190 (57,6 %) von ihren Stiefeltern. 38,1 % aller Adoptierten waren unter drei Jahre alt. Es fanden 622 Auslandsadoptionen statt.
Ende 2007 waren 886 Kinder und Jugendliche für eine Adoption vorgemerkt. Dagegen lagen den Adoptionsvermittlungsstellen insgesamt 8.914 Adoptionsbewerbungen vor.
Die Abnahme der Adoptionen hat verschiedene Ursachen.
Auf der abgebenden Seite:
- Gesellschaftlich: Die früher übliche Stigmatisierung alleinerziehender Mütter oder unehelich geborener Kinder ist zurückgegangen.
- Ökonomisch: Verschiedene sozialpolitische Maßnahmen verbessern die ökonomische Situation junger Mütter.
- Medizinisch: Verbesserte Pränataldiagnostik verringert die Zahl der Behinderten-Geburten.
- Politisch: Die Zahl der Auslandsadoptionen verringert sich aufgrund der veränderter politischer Rahmenbedingungen in verschiedenen Herkunftsländern (z. B. Äthiopien[40]).

Auf der annehmenden Seite:
- Medizinisch: Die verbesserte Reproduktionsmedizin erlaubt es mehr kinderlosen Paaren ihren Kinderwunsch ohne Adoption zu erfüllen.

## Internationales Privatrecht
Für die Adoption ist das Haager Übereinkommen über den Schutz von Kindern und die Zusammenarbeit auf dem Gebiet der internationalen Adoption vorrangig anzuwenden. Im autonomen Recht gilt: Nimmt ein Einzelner eine Person als Kind an, so unterliegt diese nach Art. 22 EGBGB dessen Heimatrecht zum Zeitpunkt der Adoption; bei Ehegatten findet das Ehewirkungsstatut des Art. 14 EGBGB Anwendung. Ungeachtet des Gesetzwortlautes („Kind“) gelten diese Regeln auch bei der Erwachsenenadoption. Der Anwendungsbereich schließt die Zulässigkeit, Voraussetzungen und Wirkungen der Adoption ein.
Ob das Erbrecht des adoptierten Kindes dem Erbstatut oder dem Adoptionsstatut unterliegt, war lange Zeit eine streitige Qualifikationsfrage. Durch Art. 22 Abs. 2 EGBGB ist nunmehr entschieden, dass die Auswirkungen der Adoption auf die Verwandtschaftsverhältnisse dem Adoptionsstatut, Art und Umfang des Erbrechts dem Erbstatut unterliegen.